# Exocentrus bicolor
Exocentrus bicolor är en skalbaggsart som först beskrevs av Francis Polkinghorne Pascoe 1864.  Exocentrus bicolor ingår i släktet Exocentrus och familjen långhorningar. Inga underarter finns listade i Catalogue of Life.